# Kartódromo de Leiria

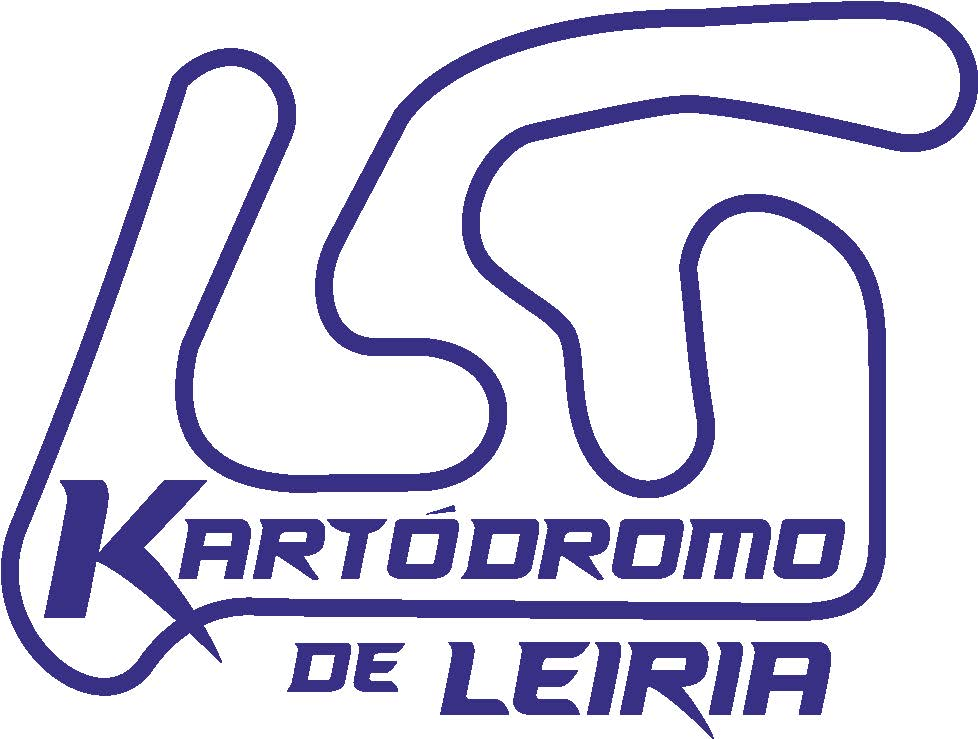

O Kartódromo Internacional de Leiria é um recinto para a prática de karting situado na Freguesia dos Milagres (Leiria), a cerca de 8 km de Leiria, no centro de Portugal.

## Criação
A sua construção partiu dos fundadores do Núcleo Desportos Motorizados de Leiria (NDML) que, após enorme investimento financeiro, o concretizaram e inauguraram a 13 de Fevereiro de 1994 e é um dos mais antigos do país e único que pertence a um clube.

## Localização
O Kartódromo Internacional de Leiria, está situado numa zona verde muito agradável na freguesia dos Milagres em Leiria, implantado numa área de cerca de 5 hectares (50.000 m2).

## Descrição
A pista possui diversas variantes, tem 1006 metros na sua maior extensão e 8 metros de largura, conhecido por circuito B. A pista está homologada pela FPAK com o grau 1 para provas nacionais e lazer. Em 2000 foi reconhecida pela FIA para a realização de provas internacionais. O complexo desportivo coloca ainda ao dispor dos seus sócios e clientes um conjunto de karts, capacetes, boxes permanentes, restaurante, bar, balneários, oficinas e sala de conferências. Também existem condições para a prática do Karting por deficientes disponibilizando-se karts de 2 lugares e outros adaptados a condução especial.

### Eventos
As diversas pistas têm sido usadas para a prática e treino amador de karting, por particulares, empresas, órgãos de comunicação social etc.
As principais realizações levadas a efeito neste Kartódromo, além de provas oficiais de Karting têm servido também para a formação com aulas teóricas e práticas orientadas pela escola de karting do NDML e por formações do ACP e da ELF.
Para além do karting, nos últimos anos têm passado pela pista várias provas oficiais de automóveis, nacionais e internacionais, nomeadamente o Rally de Portugal Histórico, Rallye Verde Pino, Portugal GT Tour, entre muitos outros e também para encontros de clássicos e desportivos de clubes.

## Propriedade
Entretanto em Janeiro de 2015 a Direcção do NDML conseguiu concluir um processo que se arrastou durante perto de 20 anos, com a elaboração da escritura de compra à autarquia dos terrenos do Kartódromo, uma indubitável mais valia para todos os nossos sócios, clientes e publico em geral.
1. 1 2  «NDML - NÚCLEO DE DESPORTOS MOTORIZADOS DE LEIRIA». ndml.pt. Consultado em 28 de abril de 2016
2. ↑  «Rally de Portugal Histórico». www.rallydeportugalhistorico.pt. Consultado em 28 de abril de 2016